# 廉欽道
廉钦道，清朝广东省的行政编制。
在今广西壮族自治区境。由廉州府、钦州直隶州组成。道治在钦州直隶州。